# Tom McCamus
Tom McCamus est un acteur canadien, né le 25 juillet 1955 à Winnipeg. Il est connu pour le rôle de Mason Eckhart (2001-2003) dans la série Mutant X.

## Filmographie
- 2001-2003 : Mutant X (TV) : Mason Eckhart
- 2005, Queer as Folk (TV) : Mr.Gabriel (Saison 5 épisode 3)
- 2012 : The Samaritan : Deacon
- 2015 : Room : Leo
- 2018 : Anne with an E (TV) : Malcolm frost (saison 2 épisode 3)